# 1961 في السعودية
تحتوي هذه المقالة على أهم الأحداث التي شهدتها السعودية في 1961، إضافة إلى أهم الشخصيات السعودية التي وُلدت أو تُوفيت في هذه السنة.

## السياسة

### الحكم
الملك: سعود بن عبد العزيز آل سعود

### تعيينات
- تعيين فيصل بن تركي الأول بن عبد العزيز آل سعود وزيرًا للداخلية.
- تعيين سعد بن سعود بن عبد العزيز آل سعود رئيسًا للحرس الوطني السعودي.
- تعيين حسن بن عبد الله آل الشيخ وزيرًا للمعارف.

### إعفاءات
- إعفاء الأمير عبد المحسن بن عبد العزيز آل سعود من منصب وزير للداخلية.
- إعفاء الأمير بدر بن سعود بن عبد العزيز آل سعود من إمارة الرياض.
- إعفاء الأمير بدر بن عبد العزيز آل سعود من منصب وزير النقل.

## أحداث
- أول ظهور للعملة الورقية السعودية.[1]
- تأسيس الإدارة العامة للمرور.
- بداية نشاط الفنان السعودي محمد عبده.
- افتتاح مدرستين تجاريتين مسائيتين في كل من الرياض وجدة.
- تصدير أول شحنة من نفط حقل الخفجي البحري الواقع في مياه المنطقة المحايدة بين السعودية والكويت غلى اليابان بحضور الملك سعود بن عبدالعزيز و الشيخ عبدالله السالم الصباح.[2]
- تأسيس وزارة العمل والشؤون الاجتماعية والتي أصبحت لاحقاً وزارة الموارد البشرية والتنمية الاجتماعية.[3]
- تأسيس ميناء الملك عبد العزيز بالدمام.
- وصول أول قوة واجب إلى مدينة خميس مشيط إلى نجران ثم إلى جازان وقد كانت البداية الفعلية لإنشاء قيادة عسكرية للمنطقة الجنوبية.[4]
- بدأ العمل في إرساء قواعد الميناء الحديث لينبع وذلك من خلال بناء رصيفين من الأسمنت يبلغ طول الرصيف الأول 170 م، والرصيف الثاني يبلغ 220م، أما عمق المياه فيصل إلى 10 أمتار.
- شركة أرامكو تقوم بمعالجة غاز البترول المسال (البروبان والبوتان) للمرة الأولى في معمل تكرير رأس تنورة ونقله إلى العملاء.
- دخول الخطوط الجوية العربية السعودية عصر الطيران النفاث ولتصبح أول شركة طيران بمنطقة الشرق الأوسط التي تمتلك الطائرات النفاثة، وذلك بانضمام طائرتين من طراز بوينغ 720 لأسطولها سعة كل منهما (119) راكباً، حيث تم تشغيلهما على رحلات بيروت والقاهرة وعمان وطهران، وشكل هذا النوع من الطائرات نقلة نوعية متميزة في مسيرة الخطوط السعودية بتفوقها على شركات الطيران العاملة بالشرق الأوسط في هذا المجال، وليس أدل على ذلك من قطع طائرة البوينغ (720) للمسافة بين جدة والرياض في ساعة وعشرين دقيقة، بينما كانت طائرة الكونفير (340) تقطع نفس المسافة في ساعتين وعشرين دقيقة، كما كانت تقطعها طائرة دوجلاس (DC-3) في ثلاث ساعات ونصف الساعة.
- حصول خالد الفيصل بن عبدالعزيز آل سعود على دبلوم الثانوية الأمريكية من مدارس برن ستون.
- صدور قرار من مجلس الوزراء رقم 239 وتاريخ 10/4/1381هـ بالموافقة على تأسيس الغرفة التجارية الصناعية بالرياض، وجاء في القرار: «إن مجلس الوزراء بعد اطلاعه على المعاملة المرفقة لهذا المرفوعة لصاحب الجلالة رئيس مجلس الوزراء من معالي وزير التجارة برقم 5018/1 وتاريخ 7/4/1381هـ المشتملة على طلب تجار الرياض إنشاء غرفة تجارية صناعية بالرياض تقوم بتقديم وجهة نظر تجارها إلى الحكومة في المسائل التي تتعلق بهم وفي نفس الوقت تدافع عن مصالحهم أسوة بغيرهم في بلدان المملكة وتأييد وزارة التجارة للطلب في إقامة غرفة للتجارة والصناعة لتنسيق مصالحهم والحفاظ عليها.
- تأسيس صندوق التنمية الزراعية و هو صندوق سعودي تأسس بأمر ملكي في 3 ذي الحجة 1382هـ، ليكون مؤسسة ائتمانية حكومية متخصصة في تمويل مختلف مجالات النشاط الزراعي في جميع مدن ومناطق المملكة العربية السعودية، وللمساعدة في تنمية القطاع الزراعي ورفع كفاءته الإنتاجية.
- صدور رواية ثقب في رداء الليل للروائي السعودي إبراهيم الناصر الحميدان.[5]
- بداية العلاقات الدبلوماسية بين السعودية و نيجيريا عن طريق البعثة الدبلوماسية للمملكة في لاجوس عاصمة نيجيريا في ذلك الوقت قبل انتقالها لاحقًا إلى أبوجا.[6]
- اكتشاف حقل الخفجي النفطي والذي يقع في محافظة الخفجي شمال شرق المملكة العربية السعودية، ويبلغ إنتاجه 300 ألف برميل يوميا.[7]

### أبريل
- 18: انضمام السعودية لاتفاقية فيينا للعلاقات الدبلوماسية حيث تم تحديد مراتب المبعوثين الدبلوماسيين، ودرجاتهم، اسبقيتهم، مزاياهم، وكذلك حصاناتهم مع إيراد تحفظين على بنود الاتفاقية وهي:
  - «إذا شكت السلطات في المملكة العربية السعودية بأن الحقيبة الدبلوماسية أو أي طرد فيها، يحتوي على مواد لا يجوز إرسالها بالحقيبة الدبلوماسية فإن لهذه السلطات أن تطلب فتح الطرد بحضورها. وبحضور ممثل تُعينه البعثة الدبلوماسية المعنية.. فإذا رفُضَ هذا الطاب، سيعاد إرسال الحقيبة أو الطرد إلى مكان القدوم».
  - لن يشكل الانضمام لهذه الاتفاقية اعترافاً بإسرائيل أو يؤدي إلى أي نوع من التعامل معها أو إنشاء أي نوع من العلاقات مع إسرائيل طبقاً لهذه الاتفاقية".[8]

### يونيو
- 30: إرسال قوات سعودية إلى الكويت بعد طلب أمير الكويت بسبب تهديدات عبدالكريم قاسم رئيس العراق آنذاك بضم الكويت.[9][10]

### يوليو
- 1: قيام الملك سعود بإرسال رسالة إلى رئيس الوزراء العراقي عبد الكريم قاسم يبلغه فيها بتجنب اضطراب العلاقات بين العرب.[9]
- 5: قيام أمير الكويت عبد الله السالم الصباح بإرسال رسالة حملها ولي عهده جابر الأحمد الصباح إلى الملك سعود يشكره فيها عن موقف السعودية من الأزمة العراقية الكويتية.[9]

### سبتمبر
- 6: تأسيس الجامعة الإسلامية بالمدينة المنورة.[11]
- 19: تأسيس جمعية الكشافة العربية السعودية.[12][13]

## مواليد
- عثمان بن سالم المجراد شاعر سعودي.
- ناصر القصبي ممثل كوميدي سعودي. من أشهر ممثلي الكوميديا في الخليج والوطن العربي. يرأس أول جمعية مهنية سعودية للمسرح والفنون الأدائية منذ أكتوبر 2021م.
- خالد سامي، ممثل ومؤدي صوت سعودي.
- فهد المصيبيح، لاعب كرة قدم سعودي سابق لعب لنادي الهلال، كما مثل المنتخب السعودي.
- عبد الحكيم بن محمد بن سليمان البدر التميمي رئيس الهيئة العامة للطيران المدني سابقًا
- إبراهيم جبر ممثل ومؤلف سعودي. بدأ التمثيل بسن صغيرة وشارك بالعديد من المسلسلات والمسرحيات واعتزل التمثيل لفترة ثم عاد.
- محمد حسن عقيل موسى الشريف داعية إسلامي سعودي ، وإمام، وطيار، وأستاذ جامعي، وكاتب، وباحث في التاريخ الإسلامي، ومتخصص في علم القرآن والسنة، جمع بين عدة أعمال، فإضافة لكونه طيار مدني، فقد تمكن من إكمال الدراسة الأكاديمية الشرعية وحصل على الدكتوراه في الكتاب والسنة، وحفظ القرآن الكريم وأجيز في القراءات العشر من طريق الشاطبية والدرة.
- عبد العزيز بن بندر بن عبد العزيز آل سعود وهو الابن الرابع من أبناء بندر بن عبد العزيز آل سعود وكان يشغل منصب نائب رئيس الاستخبارات العامة لشؤون الاستخبارات سابقًا.
- محسن العواجي العجمي داعية وواعظ وناشط سياسي ومحامي من مواليد مدينة الرس في المملكة العربية السعودية.
- مساعد العصيمي مستشار إعلامي وكاتب صحفي سعودي في صحيفة الرياض، ينتمي لقبيلة بني تميم. حاصل على درجة البكالوريوس في الآداب والتربية من جامعة الملك سعود عام 1982م.
- محمد عبد الله الخليوي هو دبلوماسي سابق للمملكة العربية السعودية. عمل في الامم المتحدة عام 1994.
- حسين بن صالح بن محمد عايش بن أحمد العايش. هو رجل دين شيعي إثني عشري سعودي.

### يونيو
- 17: علي القرني، خطيب وداعية إسلامي.
- 26: ناصر بن عبد الرزاق النفيسي الرئيس السابق للشؤون الخاصة لخادم الحرمين الشريفين سلمان بن عبد العزيز آل سعود بمرتبة وزير، شغل المنصب حتى 12 سبتمبر 2021.

### يوليو
- 6: فهد بن علي الدوسري سفير خادم الحرمين الشريفين لدى السنغال منذ 10 فبراير 2019 وحتى يناير 2021.[14][15][16]